# Ananké
Ananké (řecky: Ἀνάγκη, ze slova ἀνάγκη, „síla, nátlak, nutnost“) je v řeckém antickém náboženství bohyně osudové nutnosti. Spolu s Chronem stojí na počátku vesmíru. Byla vnímána jako nejmocnější bytost, která řídí veškerý osud a okolností, což znamená, že smrtelníci, stejně jako bohové, ji respektují a vzdávají ji poctu.
V jedné z verzí je považována za matku Moir, bohyň osudu.

## Ananké ve filosofii
Pojem ananké je rovněž základní pojem novoplatonismu ve významu „přírodní nutnost, řád, nevyhnutelnost, osud“.